# Drake från Sunnerbo
Drake från Sunnerbo är ett nutida konventionellt namn på en svensk medeltida frälseätt som fått sitt namn efter sin vapensköld med en drake, och från sätesgården Sunnerbo beläget i dåtida Sunnerbo härad i Finnveden i Småland. Ätten utdog innan Sveriges Riddarhus grundades 1625, varför den aldrig introducerades där som adelsätt.

## Historia
I litteraturen kallas ätten ibland Sunnerbo-Drakarna eller Sunnerbodrakarna, och hade möjligen en koppling till den danska ätten Drage, känd bland annat genom Olof av Danmark och Norge landsdomare Nils Tykesson Drage, eftersom de båda ätternas vapen är snarlika.
Släktens genealogi, som var omtvistad redan i en arvsprocess 1475, är ingenstädes fullt tillfredsställande utredd; dess vapen var en drake. Man har, men utan bindande bevisning, uppgivit, att från denna ätt möjligen skulle härstamma den adelssläkt, som 1646 introducerades och sedan blev kallad Drake af Torp och Hamra (sannolikt utdöd 1709); det inom den senare släkten använda dopnamnet Christer tyder dock snarare på frändskap med Drake från Västbo. När Anders Anton von Stiernman 1745 utgav Svea och Götha höfdingaminne (del 1, 1745, omtryckt 1836, del 2 utgiven 1835 av Bror Emil Hildebrand), och upptog Magnus Drake som fogde på Stegeborg 1427 (vilken förde en drake i vapnet), och felaktigt utgick från att den Magnus Birgersson nämpder Draki som utfärdade ett brev i Vadstena 12/3 1451, var Magnus Drake i Kalvnäs, när handlingen uppenbarligen beseglades med ett sigill med en sparre. Tyvärr har denna felaktighet upprepats av forskare som Carl Gustaf Styffe och Karl Henrik Karlsson, vilket gjort att förväxlingen förekommer i senare litteratur och på Internet även idag, nästan 300 år senare, trots en av före detta huvudredaktören för Svenskt Diplomatarium Jan Liedgren författad artikel  i Släkt och hävd (1986) där utfärdaren identifieras med Magnus Drake i Ugglebo.
Andra forskare som Rasmus Ludvigsson och Per Månsson Utter, har också upprättat felaktiga genealogier över ätten:

## Utvalda medlemmar i urval
- Magnus Drake i Kalvenäs (Måns Drake), var fogde på Stäkeborg 1427, och häradshövding i Aspeland och Sevede 1448.[6] Gift med Birgitta Bengtsdotter (båt).[7] och är ofta föväxlad med sin namne, släkting och arvtagare Magnus Drake i Ugglebo.[3] Prosten och probendanten i Vadstena kloster Jöns Larsson uppges 1465 som Magnus Drakes systerson,[8] och även och väpnaren Sven Larsson skall ha varit hans syskonbarn.[9]

### Ugglebogrenen
En gren av ätten ägde från 1300-talets slut till in på 1500-talet, Ugglebo (senare Uggleboda, och från 1570-talet benämnt Stensnäs) i Ryssby socken (Kronobergs län).
1. Birger Drake (född cirka 1360, död 1422? eller senast 1420?) [10] Ägde Ugglebo.[9] Gift med Ingeborg, nämnd levande 1451.[11]
  1. Sigrid Birgersdotter Drake. En del källor, bland annat genom Jan Raneke, uppger att hon var gift med väpnaren Olof Bondesson (två bjälkar från Sunnerbo).[12]
  2. Anders Birgersson Drake till Ugglebo, Känd som ägare till Ugglebo 1420, död före 1430.[9]
    1. Magnus Andersson. Ärvde Ugglebo.[9]

  3. Magnus Drake i Ugglebo, ärvde Ugglebo efter sin brorson Magnus Andersson,[9] och är i källor ofta nämnd som Magnus Drake i Ugglebo eller Gamble Byrger Drake i Ugleboda. Han var släkting och arvtagare till ovan nämnde Magnus Drake i Kalvnäs. Gift med Ingeborg Nilsdotter, dotter till Nils Turesson (Balk av Billa), som 1451-1461 var häradshövding i Konga härad, och Birgitta Pedersdotter. Endast ett sigillerat brev från 1460, där sigillet är tillplattat är känt, varför hans vapen är okänt, och det råder viss osäkerhet om han är identisk med den Magnus Birgersson nämpder Draki som utfärdade ett brev i Vadstena 12/3 1451, vilken beseglades med ett sigill med en sparre.[3][11] Den före detta huvudredaktören för Svenskt Diplomatarium Jan Liedgren författad artikel  i Släkt och hävd (1986) där utfärdaren identifieras med Magnus Drake i Ugglebo.[4] Magnus och Ingeborg upprättar 1474 inbördes testamente.[13]
    1. Birger Magnusson Drake till Ugglebo (född omkring 1460,[9] och död mellan 1530 och 1533), väpnare och ägare till Ugglebo från omkring 1475.[9] Gift 1488 med Botild Nilsddotter (Krumme), dotter till Nils Krumme och Mareta Abjörnsdotter, och efter 1510 omgift med en ofrälse kvinna Brita Stensdotter.[9] Beseglar 1515 ett brev utfärdat av Kristina Björnsdotter (Krumme).[14] Med honom tycks ätten ha utdött på svärdssidan.
      1. Märta Birgersdotter Drake, gift med  väpnaren och 1582 i slottsloven på Älvsborg, Anders Olofsson (Stråle af Sjöared).[15] Anmoder till ätten Gyllengrip. Bodde på Ugglebo som änka. Deras yngre  son Birger Andersson (Stråle af Sjöared) kallade sig gärna Börje Drake efter morfadern.[9]
      2. Margareta Birgersdotter Drake, gift med Gustav Vasas hövitsman, Arvid Pedersson Kåse till Öjhult.[15] Bodde på Ugglebo som änka, förmodligen död 1564 när sonen Birger Arvidsson Kåse (död 1588) övertagit Uggleboda, som då hette Stensnäs.[9]

  4. Karl Birgersson Drake. Nämnd levande 1451.[11] Förmodligen yngst av bröderna, kanske med en annan mor, för han är även nämnd med matronymikon Karl Ingeborgason, kanske modern var av högre ätt än fadern.[9]

Med Märta eller Margareta tycks ätten fullständigt ha utslocknat.